# Biathlon-Weltmeisterschaften 2025/Athletenübersicht
Diese Übersicht listet alle in den verschiedenen Disziplinen gestarteten Teilnehmer an den Biathlon-Weltmeisterschaften 2025 auf, geordnet nach alphabetischer Reihenfolge der teilnehmenden Nationen. Manche Athleten wurden vom nationalen Verband zwar nominiert, bekamen aber keinen oder lediglich als Reserve einen Einsatz.

## Athleten nach Ländern

### Argentinien(ARG)
| Männer - Javier Gimenez | Frauen |

### Australien(AUS)
| Männer - Noah Bradford - Phoenix Sparke | Frauen - Darcie Morton |

### Belgien(BEL)
| Männer - César Beauvais - Florent Claude - Thierry Langer - Marek Mackels | Frauen - Eve Bouvard - Maya Cloetens - Marisa Emonts - Lotte Lie |

### Brasilien(BRA)
| Männer | Frauen - Gaia Brunello |

### Bulgarien(BUL)
| Männer - Wladimir Iliew - Wassil Saschew - Anton Sinapow - Blagoj Todew - Konstantin Wassilew | Frauen - Lora Christowa - Walentina Dimitrowa - Marija Sdrawkowa - Milena Todorowa |

### Dänemark(DEN)
| Männer - Jacob Weel Rosbo - Joachim Weel Rosbo | Frauen |

### Deutschland(GER)
| Männer - Philipp Horn - Johannes Kühn - Philipp Nawrath - Danilo Riethmüller - Justus Strelow - David Zobel | Frauen - Selina Grotian - Franziska Preuß - Johanna Puff - Sophia Schneider - Julia Tannheimer |

### Estland(EST)
| Männer - Jakob Kulbin - Raido Ränkel - Kristo Siimer - Mehis Udam - Rene Zahkna | Frauen - Regina Ermits - Hanna-Brita Kaasik - Susan Külm - Johanna Talihärm - Tuuli Tomingas |

### Finnland(FIN)
| Männer - Arttu Heikkinen - Olli Hiidensalo - Jimi Klemettinen - Jaakko Ranta - Tero Seppälä | Frauen - Inka Hämäläinen - Erika Jänkä - Noora Kaisa Keränen - Sonja Leinamo - Suvi Minkkinen |

### Frankreich(FRA)
| Männer - Émilien Claude - Fabien Claude - Quentin Fillon Maillet - Antonin Guigonnat - Émilien Jacquelin - Éric Perrot | Frauen - Justine Braisaz-Bouchet - Sophie Chauveau - Lou Jeanmonnot - Océane Michelon - Jeanne Richard - Julia Simon |

### Griechenland(GRE)
| Männer - Apostolos Angelis - Athanasios Gastis - Nikolaos Tsourekas | Frauen - Konstantina Charalampidou |

### Grönland(GRL)
| Männer - Sondre Slettemark | Frauen - Ukaleq Astri Slettemark |

### Italien(ITA)
| Männer - Didier Bionaz - Daniele Cappellari - Tommaso Giacomel - Lukas Hofer - Elia Zeni | Frauen - Hannah Auchentaller - Michela Carrara - Samuela Comola - Martina Trabucchi - Dorothea Wierer |

### Kanada(CAN)
| Männer - Haldan Borglum - Zachary Connelly - Logan Pletz - Adam Runnalls | Frauen - Emma Lunder - Nadia Moser - Pascale Paradis - Shilo Rousseau |

### Kasachstan(KAZ)
| Männer - Nikita Akimow - Iwan Darin - Ässet Düissenow - Wladislaw Kirejew - Alexander Muchin | Frauen - Polina Jegorowa - Olga Poltaranina - Aischa Rakischewa - Galina Wischnewskaja-Scheporenko |

### Kroatien(CRO)
| Männer - Krešimir Crnković - Matija Legović | Frauen - Anika Kožica |

### Lettland(LAT)
| Männer - Renārs Birkentāls - Edgars Mise - Aleksandrs Patrijuks - Andrejs Rastorgujevs | Frauen - Baiba Bendika - Elza Bleidele - Sandra Buliņa - Sanita Buliņa - Estere Volfa |

### Litauen(LTU)
| Männer - Nikita Čigak - Maksim Fomin - Tomas Kaukėnas - Jokūbas Mačkinė - Vytautas Strolia | Frauen - Natalija Kočergina - Judita Traubaitė - Sara Urumova - Lidia Žurauskaitė |

### Mongolei(MGL)
| Männer - Enchbatyn Enchsaichan | Frauen |

### Norwegen(NOR)
| Männer - Johannes Thingnes Bø - Tarjei Bø - Sturla Holm Lægreid - Endre Strømsheim - Vebjørn Sørum - Martin Uldal | Frauen - Ragnhild Femsteinevik - Maren Kirkeeide - Karoline Offigstad Knotten - Ingrid Landmark Tandrevold - Ida Lien |

### Österreich(AUT)
| Männer - Simon Eder - Patrick Jakob - David Komatz - Felix Leitner - Fredrik Mühlbacher | Frauen - Anna Andexer - Anna Gandler - Lisa Hauser - Anna Juppe - Lea Rothschopf - Tamara Steiner |

### Polen(POL)
| Männer - Konrad Badacz - Jan Guńka - Fabian Suchodolski - Marcin Zawół | Frauen - Daria Gembicka - Joanna Jakieła - Anna Mąka - Natalia Sidorowicz - Kamila Żuk |

### Republik Moldau(MDA)
| Männer - Pawel Magasejew - Maxim Makarow - Andrei Ussow - Michail Ussow | Frauen - Alla Ghilenko - Aljona Makarowa - Alina Stremous |

### Rumänien(ROU)
| Männer - George Buta - George Colțea - Raul Flore - Cornel Puchianu - Dmitri Schamajew | Frauen - Andreea Mezdrea - Adelina Rîmbeu - Anastassija Tolmatschowa - Jelena Tschirkowa |

### Schweden(SWE)
| Männer - Viktor Brandt - Jesper Nelin - Emil Nykvist - Martin Ponsiluoma - Sebastian Samuelsson | Frauen - Ella Halvarsson - Anna-Karin Heijdenberg - Anna Magnusson - Elvira Öberg - Hanna Öberg - Johanna Skottheim |

### Schweiz(SUI)
| Männer - Joscha Burkhalter - Jeremy Finello - Niklas Hartweg - James Pacal - Sebastian Stalder | Frauen - Amy Baserga - Aita Gasparin - Elisa Gasparin - Lena Häcki-Groß - Lea Meier |

### Slowakei(SVK)
| Männer - Jakub Borguľa - Damián Cesnek - Artur Ischakov - Tomáš Sklenárik | Frauen - Paulína Bátovská Fialková - Ema Kapustová - Anastasiya Kuzmina - Mária Remeňová - Zuzana Remeňová |

### Slowenien(SLO)
| Männer - Miha Dovžan - Jakov Fak - Lovro Planko - Matic Repnik - Anton Vidmar | Frauen - Polona Klemenčič - Živa Klemenčič - Anamarija Lampič - Lena Repinc - Klara Vindišar |

### Spanien(ESP)
| Männer - Roberto Piqueras | Frauen |

### Tschechien(CZE)
| Männer - Vítězslav Hornig - Michal Krčmář - Jonáš Mareček - Tomáš Mikyska - Adam Václavík | Frauen - Lucie Charvátová - Jessica Jislová - Kristýna Otcovská - Kateřina Pavlů - Ilona Plecháčová - Tereza Voborníková |

### Ukraine(UKR)
| Männer - Anton Dudtschenko - Taras Lessjuk - Witalij Mandsyn - Denys Nassyko - Dmytro Pidrutschnyj - Artem Tyschtschenko | Frauen - Julija Dschyma - Chrystyna Dmytrenko - Olena Horodna - Anastassija Merkuschyna - Iryna Petrenko |

### Ungarn(HUN)
| Männer | Frauen - Sára Pónya |

### Vereinigte Staaten(USA)
| Männer - Jake Brown - Sean Doherty - Maxime Germain - Paul Schommer - Campbell Wright | Frauen - Lucinda Anderson - Margie Freed - Grace Castonguay - Deedra Irwin - Chloe Levins |

### Vereinigtes Königreich(GBR)
| Männer - Sean Benson - Matthew Chronicle - Marcus Bolin Webb | Frauen - Chloé Dupont - Shawna Pendry |

## Debütanten
Folgende Athleten nahmen zum ersten Mal an einem Wettkampf auf der höchsten Ebene des Sports teil. Dabei kann es sich sowohl um Individualrennen als auch um Staffelrennen handeln.
| Männer            | Frauen            |
| ----------------- | ----------------- |
| Javier Gimenez    | Marisa Emonts     |
| Phoenix Sparke    | Gaia Brunello     |
| Athanasios Gastis | Aischa Rakischewa |
| Sean Benson       | Adelina Rîmbeu    |
| Matthew Chronicle | Kateřina Pavlů    |
|                   | Ilona Plecháčová  |
|                   | Chloé Dupont      |